# Dix grands inventeurs japonais
Les « Dix grands inventeurs japonais » (日本の十大発明家) est une liste établie par l'office des brevets du Japon en 1985 pour célébrer les 100 ans de l'établissement du système des droits industriels au Japon. Les contributions des inventeurs choisis ont été d'une importance historique dans le développement industriel du Japon,.

## Les dix grands inventeurs
| Nom                           | Image | Invention notable                                                             |
| ----------------------------- | ----- | ----------------------------------------------------------------------------- |
| Sakichi Toyoda 豊田 佐吉      |       | Machine à tisser en bois entraînée par l'énergie humaine (brevet numéro 1195) |
| Mikimoto Kōkichi 御木本 幸吉  |       | Technique de perliculture (brevet numéro 2670)                                |
| Takamine Jōkichi 高峰 譲吉    |       | Adrénaline (brevet numéro 4785)                                               |
| Kikunae Ikeda 池田 菊苗       |       | Glutamate monosodique (brevet numéro 14805)                                   |
| Umetarō Suzuki 鈴木梅太郎     |       | Vitamine B1 (brevet numéro 20785)                                             |
| Kyōta Sugimoto (en) 杉本 京太 |       | Machine à écrire japonaise (en) (brevet numéro 27877)                         |
| Kōtarō Honda 本多 光太郎      |       | Acier KS (en) (brevet numéro 32234)                                           |
| Hidetsugu Yagi 八木 秀次      |       | Antenne Yagi (brevet numéro 69115)                                            |
| Yasujirō Niwa 丹羽 保次郎     |       | Méthode phototélégraphique (brevet numéro 84722)                              |
| Tokushichi Mishima 三島 徳七  |       | Acier MKM (en) (brevet numéro 96371)                                          |